# Philip Nielsen
Philip Nicolas Nielsen (* 31. August 1987) ist ein ehemaliger dänischer Radrennfahrer

## Werdegang
Als Junior fuhr Nielsen einige Rennen mit der Nationalmannschaft. 2005 wurde er auf der Bahn dänischer Meister im Scratch und im Sprint der Juniorenklasse. Im Jahre 2004 wurde Nielsen nach einem positiven Doping-Test verwarnt und mit einer Geldstrafe von 50 Schweizer Franken belegt.
Nach dem Wechsel in die U23 wurde Nielsen zunächst Mitglied im Team Løgstør. Auf der Straße wurde er 2008 nationaler Vizemeister im U23-Straßenrennen. 2009 gewann er für das Team Concordia-Vesthimmerland Procycling auf nationaler Ebene den Cup Danmark und eine Etappe bei den 3 Dage i Vest. Die Saison 2010 war mit zwei Siegen bei UCI-Rennen die erfolgreichste seiner Karriere: bei der Vuelta Mexico konnte er die letzte Etappe für sich entscheiden und gewann das Eintagesrennen Scandinavian Race Uppsala.
Nach der Saison 2010 fuhr Nielsen im jährlichen Wechsel für verschiedene dänische Continental Teams und Vereine, konnte aber an die Ergebnisse von 2010 nicht mehr anknüpfen. Letztmalig wurde er 2015 in den Ergebnislisten der UCI geführt.

## Erfolge
2005
- Dänischer Meister – Scratch (Junioren)
- Dänischer Meister – Sprint (Junioren)

2010
- eine Etappe Vuelta Mexico
- Scandinavian Race Uppsala